# Litoria obtusirostris
A Litoria obtusirostris a kétéltűek (Amphibia) osztályának békák (Anura) rendjébe és a Pelodryadidae családba tartozó incertae sedis státuszú faj.

## Előfordulása
A faj Indonézia Papua tartományának endemikus faja.